# Thierry Mugler
Manfred Thierry Mugler (Strasburgo, 21 dicembre 1948 – Parigi, 23 gennaio 2022) è stato uno stilista e fotografo francese, creatore dell'omonima casa di moda.

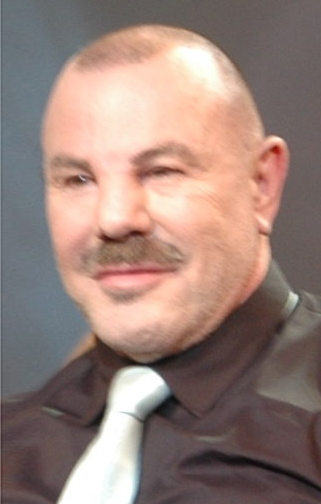
Un primo piano di Thierry Mugler

Marchio della casa Thierry Mugler

Prese ispirazione dalla storia, dalle automobili americane degli anni settanta, dai film noir e persino dal mondo degli insetti.

## Biografia
Mugler si trasferì a Parigi nel 1970, lavorando come vetrinista e disegnando abiti nel tempo libero. Riuscì a realizzare la sua prima linea di abbigliamento Café de Paris nel 1973, e creò il proprio brand nel 1975.
Nel 1991 chiese a Diana Ross di sfilare a Parigi per le sue collezioni Primavera-Estate: fu la prima volta che una cantante-attrice calcava la passerella per un creatore di moda. Nel 1992 Mugler diresse il video musicale di George Michael Too Funky, in cui veniva mostrata una sfilata dello stilista. Nel 1995 disegnò l'abito da sposa di Susanne Bartsch . Fra le altre sue creazioni si ricordano i vestiti di Sharon Stone.
Dal 1997 Mugler iniziò a produrre anche profumi con l'azienda di cosmetici francese Clarins, e nel 2003 abbandonò il settore dell'abbigliamento per dedicarsi esclusivamente ai profumi; Angel, creato nel 1992, è diventato una delle fragranze più vendute al mondo. Attualmente la linea Thierry Mugler Couture, così come i capi di pelletteria, gli occhiali da sole e la gioielleria della casa di moda, vengono prodotti su licenza.
Mugler pubblicò due libri sulla moda e sulla fotografia, ispirati all' estetica della propaganda stalinista: Thierry Mugler (1988) e Fashion Fetish Fantasy (1998). Le fotografie, scattate dallo stesso Mugler, sono ambientate nel parco dell'allora Esposizioni Sovietiche di Mosca (oggi Centro Panrusso delle Esposizioni); quella più famosa riprende due modelli - un uomo e una donna- sotto il monumento che riproduce l'opera L'operaio e la kolchoziana della scultrice Vera Muchina.
Nel 2010 Nicola Formichetti diventò direttore creativo del marchio Mugler, che verrà rilanciato nel settore dell'abbigliamento.
Mugler è morto nel gennaio del 2022, per cause naturali. Dopo la cremazione, le sue ceneri sono state portate al Cimitero di Père-Lachaise.

## Collaborazioni
- Negli anni 2000  collaborò con il Cirque du Soleil nello spettacolo Zumanity.

## Profumi di Thierry Mugler
- 1992 - Angel
- 1996 - A*Men
- 1998 - Innocent
- 2001 - Mugler Cologne
- 2004 - B*Men
- 2005 - Angel Garden of Stars
- 2005 - Alien
- 2006 - A*Men Summer Flash

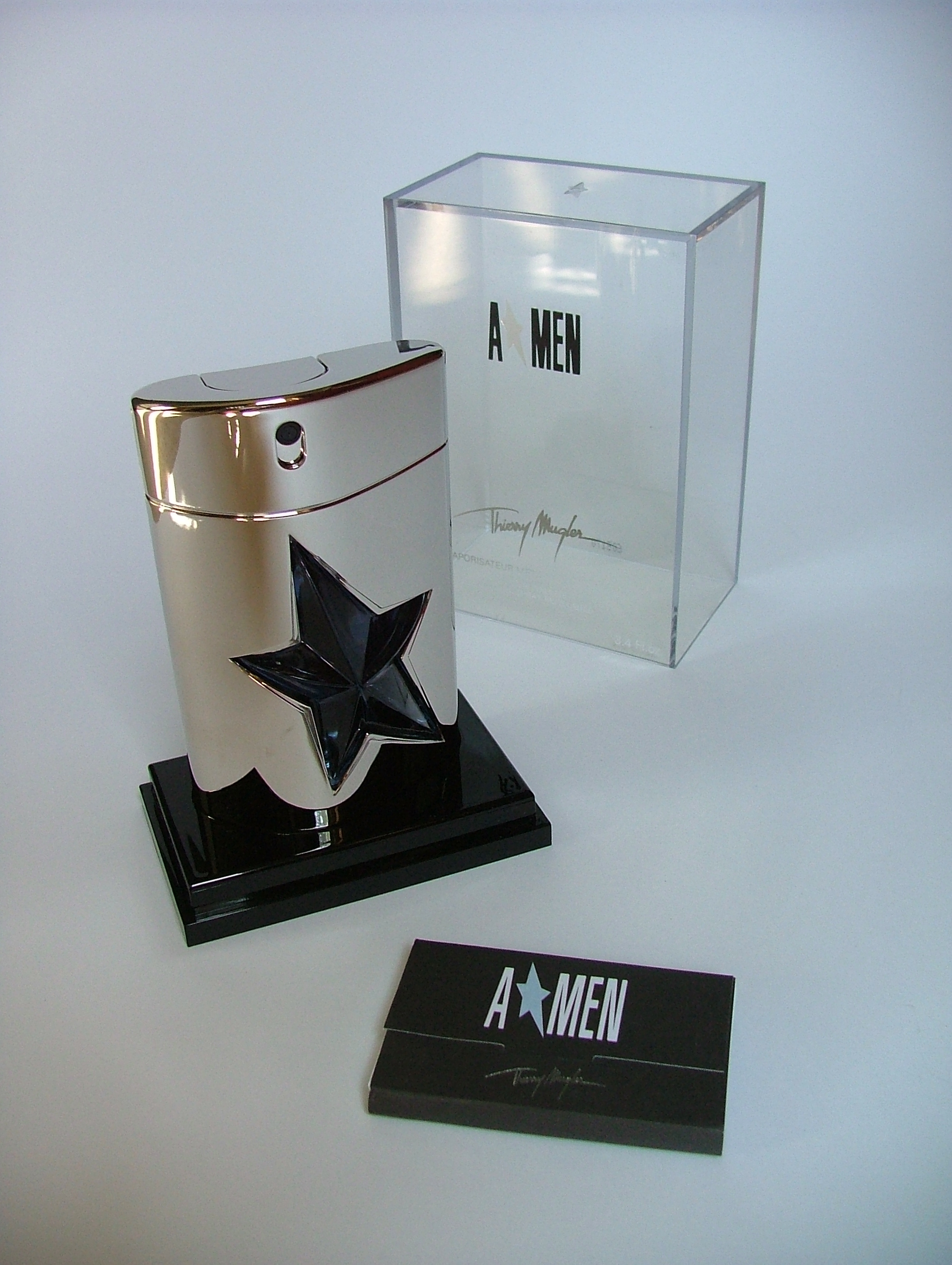
A*Men

- 2006 - Mugler Cologne Summer Flash
- 2006 - Innocent Summer Flash
- 2006 - Innocent Secret
- 2006 - Perfume: The Coffret, realizzato per la promozione del film Profumo - Storia di un assassino
- 2007 - ICE*Men
- 2007 - Eau de Star
- 2007 - Miror Miror!
- 2008 - Innocent Illusion
- 2010 - Womanity
- 2018 - Aura